# Мальдивский язык
Мальди́вский язы́к (дивехи, дхивехи; мальд. ދިވެހި [d̪iʋehi]) — официальный язык Мальдивских островов, также распространённый на принадлежащем индийской союзной территории Лакшадвип острове Миникой.
На мальдивском говорят около 371 тыс. человек, из них 356 тыс. — на Мальдивах, и около 15 тыс. — в Индии. С XVIII века используется оригинальная письменность — тана, читающаяся справа налево, одна из немногих, которая не происходит от протосемитского письма или брахми: согласные буквы в ней происходят от арабских, персидских и индийских цифр, гласные — из диакритических знаков арабского письма. Орфография в основном фонетическая.
Относится к индоевропейским языкам — к индоиранской ветви, индоарийской группе, островной (сингальской) подгруппе.

## История
Мальдивский язык относится к индоарийским языкам и возник наряду с сингальским языком около 1500 лет назад из общего праязыка[какого?].

## Диалекты
Из-за больших расстояний между островами Мальдивского архипелага в языке образовалось несколько диалектов с довольно существенными различиями в произношении и словарном запасе. Между жителями северных островов архипелага и жителями южных островов могут возникнуть трудности в понимании друг друга.

## Лингвистическая характеристика

### Фонетика и фонология
Особенностью мальдивского языка является то, что две рядом стоящие гласные не объединяются при произношении в дифтонг, а отделяются друг от друга гортанной смычкой.
В исконно мальдивских словах нет кластеров согласных, наибольшая слоговая структура — CVC; фонетика заимствованных слов обычно изменяется под эту структуру.

### Согласные
|                     | Губные | Губные | Зубные/ Переднеязычные | Зубные/ Переднеязычные | Ретрофлексные | Ретрофлексные | Палатальные | Палатальные | Заднеязычные | Заднеязычные | Глоттальные | Глоттальные |
| ------------------- | ------ | ------ | ---------------------- | ---------------------- | ------------- | ------------- | ----------- | ----------- | ------------ | ------------ | ----------- | ----------- |
| Носовые             |        | m      |                        | n                      |               | ɳ             |             | (ɲ)*        |              |              |             |             |
| Взрывные/ Аффрикаты | p      | b ᵐb   | t̪                      | d̪ ⁿd̪                   | ʈ             | ɖ ᶯɖ          | t͡ʃ          | d͡ʒ          | k            | ɡ ᵑɡ         |             |             |
| Фрикативные         | f      |        | s̪                      | z                      | ʂ             |               | ʃ           |             |              |              | h           |             |
| Аппроксиманты       |        | ʋ      |                        | l̪                      |               | ɭ             |             | j           |              |              |             |             |
| Одноударные         |        |        |                        |                        |               | ɽ             |             |             |              |              |             |             |

#### Гласные
Гласные звуки мальдивского языка могут быть краткими и долгими.
|                | Передний ряд | Передний ряд | Средний ряд | Средний ряд | Задний ряд | Задний ряд |
| краткие        | долгие       | краткие      | долгие      | краткие     | долгие     |            |
| -------------- | ------------ | ------------ | ----------- | ----------- | ---------- | ---------- |
| Верхний подъём | i            | iː           |             |             | u          | uː         |
| Средний подъём | e            | eː           |             |             | o          | oː         |
| Нижний подъём  | (æː)         | (æː)         | a           | aː          |            |            |

### Морфология
Номинальная система мальдивского языка включает существительные, местоимения, прилагательные и числительные как части речи.
Существительные в мальдивском языке склоняются для определённости, по числам и падежам. Число может быть единственным или множественным. В мальдивском языке существует 7 падежей.

## Алфавит
Старый алфавит:
- ހ ށ ނ ރ ބ ޅ ކ އ ވ މ ފ ދ ތ ލ ގ ޱ ސ ޑ ޝ ޒ ޓ ޏ ޔ ޕ ޖ ޗ

Книга на мальдивском языке

Новый алфавит:
- ހ ށ ނ ރ ބ ޅ ކ އ ވ މ ފ ދ ތ ލ ގ ޏ ސ ޑ ޒ ޓ ޔ ޕ ޖ ޗ

## Формы вежливости
В мальдивском языке существуют три формы обращения, применяемые к разным частям общества. 
1. Наиболее вежливое обращение применяется по отношению к представителям общественной элиты. Оно также является стандартом в мальдивском телевидении и радио.
2. Вторая форма обращения, почти в равной мере подчёркнуто вежливая, служит для разговора с пожилыми людьми и незнакомцами.
3. Третья форма используется в ежедневном неформальном общении.

## Лексика
Мальдивский язык испытал на себе влияние многих других языков — в особенности арабского, который начиная с XII века оказывал большое воздействие на его письменность и словарный запас. Среди других языков, оставивших следы в мальдивском языке, находятся сингальский, хинди, персидский, малаялам, а также в новое время — английский. Примеры заимствований:
- namādu — «молитва» (от перс. namāz);
- rōda — «пост» (от перс. rōza);
- kāfaru — «неверный» (от араб. kāfir);
- taareekh — «дата» или «история» (от араб. tarikh);
- mēzu — «стол» (от порт. mesa).